# Akira Inumaru
 (mars 2023).
La mise en forme du texte ne suit pas les recommandations de Wikipédia : il faut le « wikifier ».
Les points d'amélioration suivants sont les cas les plus fréquents. Le détail des points à revoir est peut-être précisé sur la page de discussion.
- Les titres sont pré-formatés par le logiciel. Ils ne sont ni en capitales, ni en gras.
- Le texte ne doit pas être écrit en capitales (les noms de famille non plus), ni en gras, ni en italique, ni en « petit »…
- Le gras n'est utilisé que pour surligner le titre de l'article dans l'introduction, une seule fois.
- L'italique est rarement utilisé : mots en langue étrangère, titres d'œuvres, noms de bateaux, etc.
- Les citations ne sont pas en italique mais en corps de texte normal. Elles sont entourées par des guillemets français : « et ».
- Les listes à puces sont à éviter, des paragraphes rédigés étant largement préférés. Les tableaux sont à réserver à la présentation de données structurées (résultats, etc.).
- Les appels de note de bas de page (petits chiffres en exposant, introduits par l'outil «  Source ») sont à placer entre la fin de phrase et le point final[comme ça].
- Les liens internes (vers d'autres articles de Wikipédia) sont à choisir avec parcimonie. Créez des liens vers des articles approfondissant le sujet. Les termes génériques sans rapport avec le sujet sont à éviter, ainsi que les répétitions de liens vers un même terme.
- Les liens externes sont à placer uniquement dans une section « Liens externes », à la fin de l'article. Ces liens sont à choisir avec parcimonie suivant les règles définies. Si un lien sert de source à l'article, son insertion dans le texte est à faire par les notes de bas de page.
- La présentation des références doit suivre les conventions bibliographiques. Il est recommandé d'utiliser les modèles {{Ouvrage}}, {{Chapitre}}, {{Article}}, {{Lien web}} et/ou {{Bibliographie}}. Le mode d'édition visuel peut mettre en forme automatiquement les références.
- Insérer une infobox (cadre d'informations à droite) n'est pas obligatoire pour parachever la mise en page.

Pour une aide détaillée, merci de consulter Aide:Wikification.
Si vous pensez que ces points ont été résolus, vous pouvez retirer ce bandeau et améliorer la mise en forme d'un autre article.
 (mars 2023).
Akira Inumaru (犬丸 暁, Inumaru Akira), né au Japon en 1984, est un artiste contemporain qui vit en France depuis 2008 et s’est installé à Rouen en 2010.
Artiste visuel, la lumière est la matière première de tout ce qu'il crée : dessin, photo ou vidéo. Intéressé par l’énergie produite par le soleil, il réfléchit sur son pouvoir photosensible, sur les êtres vivants et surtout sur la végétation. Les plantes sont le point central de ses travaux depuis dix ans. Il aime les voir croître, les dessiner, les transcrire par la peinture ou tout autre moyen, analysant chaque étape de leur croissance. Les observer, c’est aussi avoir un point de vue sur le monde et sa destinée.

## Études
Akira Inumaru est Diplômé de l’École d’Art Suidobata de Tokyo (2004) et de l'Université d'Art de Musashino, Tokyo, Japon (2008).
Il est également diplômé de l'École Supérieure d’Art et Design Le Havre-Rouen, D.N.A.P. avec félicitations du jury (2013) et de l'École Supérieure d’Art et Design Le Havre-Rouen D.N.S.E.P. avec félicitations du jury (2014)

## Expositions personnelles
- 2013 Paris, Galerie Area[5], Ignis fatuus
- 2015 Boulbon, Chapelle-Saint Marcellin, D’une lumière à l’autre I
- 2015 Noyon, Galerie Collège Pasteur, Expérience d’Icare[6]
- 2015 Paris, Yves Klein Archives Kta, D’une lumière à l’autre II
- 2015 Louviers, Musée de Louviers, D’une lumière à l’autre III
- 2015 Fontenay-aux-Roses, Médiathèque, Ombres claires
- 2016 Paris, Galerie Area, Au retour du Jardin
- 2016 Rouen, Jardin des plantes de Rouen, Le portrait des plantes
- 2017 Barentin, Distillation Solaire, dans le cadre de In Situ dirigé par la DRAC
- 2017 Bordeaux, Guyenne Art Gascogne, Incandescence[7]
- 2017 Rouen, MDU, Distillation Solaire, dans la cadre de In Situ dirigé par la DRAC
- 2018 Paris, Orangerie du Sénat, Jardin du Luxembourg, Botanique[8]
- 2018 Elbeuf, Musée La Fabrique des savoirs, L’arc-en-ciel des plantes, dans le cadre de La Ronde organisé par RMM
- 2018 Cracovie, Pologne, Musée d’art moderne (MOCAK)[9], Langage des fleurs
- 2019 Lille, Galerie Storme-Facci[10], Germination
- 2020 Fontenay-aux-Roses, Médiathèque, Botanique
- 2021 Rouen, MDU, Botanique, dans le cadre de De visu[11]
- 2022 Paris, Galerie Area, Agama
- 2023 Paris, Galerie Terrain Vagh, Jour et nuit
- 2022 Rouen, Abbatiale Saint-Ouen, Cimes et racines
- 2022 Varengeville-sur-mer, Musée Michel Ciry, Jardins flottants
- 2023 Valenciennes, Médiathèque Simon Veil, Botanique
- 2023 Blois, Le goût des autres, Cimes et racines
- 2023 Châtillon-Coligny, Grenier à sel, Roses
- 2023 Tours, Château de Villandry, Mon Cher Jardin[1]
- 2024 Bordeaux, Galerie Guyenne Art Gascogne, Jardin des lumières[12]

Et plus d'une centaine d’expositions collectives

## Prix, bourses
Akira Inumaru a reçu plusieurs prix récompensant son travail aussi bien au Japon (Prix Yuji Akatsuka de l'Université des Beaux-Arts Musashino de Tokyo en 2006 et Prix Akihiko Takami à Tokyo en 2007) qu'en France (Prix du Salon de Pontault-Combault en 2018 et 23e Prix Antoine Marin à Arcueil en 2019).
Il a été Lauréat de la Villa Calderón du Conseil général de Haute-Normandie (2014), a reçu une aide à la création de la DRAC Haute-Normandie (2015), la Bourse Impulsion-Arts visuels de Rouen (2015) et la Bourse Arts visuels du Département de la Seine-Maritime (2022).

## Résidences
Akira Inumaru, artiste nomade, a fait de nombreuses résidences d'artiste, d'abord au Japon pour le Tatsuno Art Project en 2012 et 2013. En France, il a résidé à la Villa Calderón à Louviers (2014), pour Les Iconoclastes à Yvetot (2015), au Centre Social Simone Veil à Vernon dans le cadre du projet Art et Biodiversité (2020), au #LaboVictorHugo de Rouen (2020 et 2021), au Musée Michel Ciry de Varengeville-sur-mer  et au Collège Émile Verhaeren de Bonsecours (2022), et dernièrement au Grenier à sel de Châtillon-Coligny (2023).

## Collections publiques
- Musée d'art contemporain de Cracovie[14].

## Éditions
Akira Inumaru a régulièrement documenté son travail : Spectre, avec une préface de Stéphane Carrayrou (2012, Éditions Timeless, Toulouse), Portrait des plantes, avec une préface de Jérôme Felin et un entretien de Jason Karaïndros (Édition Area, Paris, 2013), Botanique (2018), L’arc-en-ciel des plantes, 7 planches de digigraphie avec une préface de Francesca Marrocino (Édition Area, Paris, 2020), L’arc-en-ciel des plantes avec une préface de Claude Soloy, (Édition Area, Paris, 2020).
Il a également participé à trois numéros de la collection Comme Un éditée par Area Paris (2017i :  N°2 avec Dominique Fury, Jean-Marc Forax, Syrs et Viriyah Edgar Karet et des poèmes d'Anouch Paré ; N°6 avec Pascale Herenval, Jeniffer Mackey et Philippe Argatti et un texte de Claude Soloy ; N°9 avec Takesada Matsutani, Akira Takaishi et Takeshi Sumi et un texte de Jennifer Cadick.
Ses images accompagnent les poèmes de Billy Dranty dans le recueil Napalm (2013, Éditions Area Paris), les contes de Catherine Valogne dans Sept Contes, un arc-en-ciel (2014, Éditions Association d'Art Contemporain Sino-Français, Canton, Chine) et les poèmes de Pierre Amrouche dans Agama (2022, Édition Area, Paris).